# Arnošt Dvořák
Arnošt Dvořák (1. leden 1881, Hořovice – 22. říjen 1933, Praha) byl český dramatik, divadelní režisér a překladatel. Proslul především jako autor her s historickou tematikou (Král Václav IV., Husité, Lvice aj.).

## Život
Narodil se v rodině hořovického učitele na měšťanské škole Jana Dvořáka a jeho manželky Františky, rozené Mansfeldové. Po dětství v Hořovicích vystudoval gymnázium, nejprve v Příbrami; studium ukončil v Písku, kde maturoval roku 1899. Navázal studiem lékařské fakulty české university Karlo-Ferdinandovy a po úspěšném ukončení (1905) se stal vojenským lékařem.
Cestoval do zahraničí, několikrát pobýval na Krymu jako host Karla Kramáře a jeho manželky Naděždy Nikolajevny.
Jako válečný lékař působil za 1. světové války na různých frontách a získal vyznamenání "za statečnost před nepřítelem".
Po skončení války pracoval nadále jako vojenský lékař, současně se věnoval literární tvorbě.

### Odvodová aféra
Život Arnošta Dvořáka poznamenala tzv. "odvodová aféra". Ta započala v roce 1930, kdy byl Dvořák obviněn z úplatkářství ─ za úplatky měl zařizovat osvobození od vojenské prezenční služby. Byl dokonce zatčen a pravicový tisk proti němu vedl kampaň. Vina ale nebyla prokázána, zproštěn všech obvinění byl až v dubnu 1931. Krátce před smrtí, v červenci 1933, byl povýšen na plukovníka, jako doklad jeho neviny pro veřejnost.

## Dílo

### Divadlo
Byl označován za průkopníka tzv. davového dramatu, kde hlavní roli hrají zástupy, nikoli individuální hrdinové.

### Divadelní hry
- Kníže (1908)
- Král Václav IV. (1910) - král Václav IV. je odbojnými českými pány vězněn. Osvobodí jej jeho "prostní", tj. lid, oddaný mistru Janu Husovi. Když však chce Václav IV. dále vládnout, začínají ho kališníci obtěžovat a omezovat v panování. Ti, kteří mu pomohli, teď dají více na Husa než na vlastního krále.
- Husité (1919)
- Mrtvá (1919)
- Balada o ženě vražednici (1922)
- Matěj Poctivý (1922) - spolu s Ladislavem Klímou
- Bílá hora (1924)
- Lvice (1926)

### Novinář
Přispíval do různých deníků a časopisů, v letech 1920–1921 byl kulturním redaktorem Rudého práva. Spolu s Františkem Zavřelem založil divadelní revue Scéna, v letech 1929–1930 spoluredigoval měsíčník Nová scéna.

### Rozhlas
Svou divadelní hru Mrvá a Balada o ženě vražednici přepracoval na rozhlasový triptych Marja vražednice. Byl uveden posmrtně v rozhlase v roce 1938. V roce 1968 nastudoval hru Král Václav IV. režisér Petr Adler s Jiřím Adamírou v titulní roli.

### Překlady
Arnošt Dvořák překládal z polštiny (Stanislav Przybyszewski: Štěstí, 1922) a z němčiny (Franz Werfel: Kozlí zpěv, 1923).

### Televize
Na námět hry Arnošta Dvořáka Kníže natočila československá televize v roce 1969 stejnojmennou inscenaci s Vlastou Fialovou a Josefem Husníkem v hlavních rolích (režie Fedor Kaucký).